# Бертран дю Геклен
Бертран дю Геклен (*Bertrand Du Guesclin, бл. 1320 —13 липня 1380) — французький військовий діяч Столітньої війни, конетабль Франції, конетабль Кастилії. З 1-ї половини XV століття, в часи тяжких поразок французів у Столітній війні, зарахований десятим героєм до дев'ятки достойників. Прізвиська — «Бретонський орел», «Чорний пес Броселіанда».

## Біографія

### Молоді роки
Походив зі лицарського роду дю Геклен з Бретані. Народився близько 1320 року у м.Броон в родині Робера II дю Геклена, шевальє де Мотте-Броон та Жанни де Мальменс. Мав незвичайну зовнішність — велику голову, дуже маленький, приплющений ніс, в подальшому втратив ліве око.
Замолоду брав участь у численних герцях та турнірах, перший з яких відбувся 1337 року. Загалом в цей час дю Геклен вийшов переможцем у 15 герцях.

### Війна за Бретонський спадок
Кар'єру розпочав службою у Карла Блуаського під час війни за Бретонський спадок у 1341—1364 роках. У 1354 році висвячений на лицаря Арнулем де Одреемом за успіх в захопленні замку Гран-Фогерей.
У 1356—1357 роках брав участь в обороні м. Ренн від англо-бретонської армії на чолі із Генрі Гросмонтом, герцогом Ланкастером, що підтримували іншого претендента на герцогський престол, Жана де Монфора. Тоді уславився герцем з Вільямом Бамборо, графом Пеброком.
У 1359 році очолив оборону м. Дінан проти армії Томаса Кантерберрі.

### Участь у інших подіях Столітньої війни
12 вересня 1360 року одружився з Тіффані де Рагунель. Того ж року призначається лейтенантом провінцій Нормандії, Анжу та Мен. У 1364 році приєднався до дофіна Карла (майбутнього короля Карла V) та був призначений капітан-генералом. Того ж року біля Кошреля завдав поразки наваррському загону Жана де Грайї (союзника англійців), який намагався повалити брата Карла — Філіпа II — й передати герцогство Бургундію наваррському королю Карлу II. Перемога дю Геклена сприяла закріпленню Бургундії за Філіпом та укладанню мирної угоди між Наваррою та Францією. За це отримує графство де Лонгвіль. Наприкінці року разом з де Бурбоном зазнав поразки у битві при Оре від армії Жана де Монфора. З полону дю Геклен звільнився за 100 тис. екю, з яких 40 тис. екю заплатив король, а 60 тис. — Гай XII де Лаваль.
У 1365 році зібрав значні загони найманців, з якими взяв в облогу м. Авіньйон, де знаходився на той час папа римський Урбан V. Від останнього дю Геклен вимагав кошти для продовження війни з Англією. Боротьба проти папи тривала до 1366 року. У 1367 році Урбан V вимушений був виїхати до Риму.
У 1366 році за наказом короля спільно з Жаном Бурбонським, графом Ла-Марським очолив армію та рушив на підтримку Енріке Трастамара, що боровся за владу над Кастилією з королем Педро I Жорстоким. Спочатку французи діяли успішно — фактично без великих сутичок захопили Кастилію та увійшли до її столиці Бургоса. Дю Геклен сприяв оголошенню Енріке Трастамара королем Кастилії. Натомість призначається конетаблем Кастилії. Після цього повертається до Франції. Втім вже у 1367 році рушив з 4 тис. вояків на допомогу Трастамара, проти якого виступили англійці під орудою Едуарда Чорного принца, але зазнав нищівної поразки та потрапив у полон. З полону дю Геклена викупив французький король Карл V. 1369 року втретє виступив до Кастилії, де зрештою переміг Педро I у битві при Монтель. Переможений запропонував 100 тис. дублонів дю Геклену за можливість врятуватися. Останній начебто погодився на пропозицію. Втім коли Педро I увійшов до намету дю Геклена, той дозволив Енріке Трастамара заколоти свого ворога. За це новий король Кастилії надав йому титул герцога Моліни.
Під час повернення на північ Франції зумів зайняти віконтство Лімож, змусивши її володарку Жанну де Пент'євр визнати зверхність короля Франції, відмовившись від васальної присяги англійському королю.
У 1370 році король Карл V призначає дю Геклена конетаблем Франції. Того ж року відновлено війну проти Англії. Незабаром дю Геклен переміг англійців у битві при Понваллені, згодом здолав ворога у битві при Брессюїрі. Наприкінці року відвоював важливе луарське місто Сомюр. У 1371 році взяв в облогу м. Бешерель.
Дю Геклен, слідуючи обережній стратегії, застосовує партизанські методи війни, в серії кампаній, уникаючи зіткнень з великими англійськими арміями, звільнив у 1372 році багато міст — Пуатьє та Сентонж, Шавіньї, Монкотур, Сен-Север, Монморійон, Люссак-ле-Шато, Конш. Того ж року дю Геклен наказав франко-кастильському флоту здійснити грабіжницькі походи на англійське узбережжя. 1373 року переміг англо-бретонські війська у битві при Шизе.
У 1373 році вдруге одружився з Жанною зі впливого бретонського та анжуйського роду де Лаваль. Того ж року захопив міста Ніор, Лузіньян, Ла Рош-сюр-Йон, Коньяк, Мортеме. Після цього змусив Бретань підкоритися Франції, захопивши Сен-Мало та Брест.
У 1374 році відвоював важливе гієнське місто Ла-Реоль, а потім міста Лурд, Кондом, Молеон-д'Арманьяк, Кастільйоне, Сен-Фуа-ла-Гранд, Пенн-д'Ажене, Сен-Макер, Муассак, Лангон, Сент-Базей. У 1375 році зайняв місто Жансе. У 1376 році отримав сіньйорію Понторсон в Нормандії. У 1377 року захопив Бержерак.
У 1378 році діяв в Нормандії та Бретані, захопивши міста Авранш, Карантан, Санкт-Ло, Ножан-ле-Руа, Пон-Одемер, Евре, Бомонт, Бретейль, Валонь, Берне, Гавре, Пасі-сюр-Ер, Ане, Мортен. Втім спроба захопити Шербур виявилася невдалою. Разом з тим дю Геклен не підтримав конфіскацію королем Карлом V Бретані, у зв'язку з цим виник конфлікт дю Геклена із королем. Його було залагоджено Людовиком I Анжуйським.
Після цього продовжив відвоювати землі на півдні Франції. Зрештою змусив Едуарда Чорного принца відступити з півдня Франції. До 1380 року англійці контролювали лише п'ять французьких портів. Помер під час цієї кампанії біля обложеного Шатонеф-де-Рандону. Його поховано в усипальниці французьких королів монастиря Сен-Дені.

## Родина
1. Дружина — Тіфані де Рагунель (1330—1371)
дітей не було
2. Дружина — Жанна де Лаваль (1350—1433)
дітей не було